# سام سيمونز
سام سيمونز (بالإنجليزية: Sam Simmons)‏ هو لاعب كرة قدم أمريكية أمريكي، ولد في 25 نوفمبر 1979 في كانساس سيتي في الولايات المتحدة.

## وصلات خارجية
- سام سيمونز على موقع مرجع كرة القدم المحترفة.كوم (الإنجليزية)